# Formlabs
Formlabs es una empresa estadounidense dedicada al desarrollo y producción de tecnología de impresión 3D. La empresa, con sede en Somerville, Massachusetts, fue fundada en septiembre de 2011 por tres estudiantes del MIT Media Lab. La compañía desarrolla y fabrica impresoras 3D y software y consumibles relacionados. Es conocida por recaudar casi 3 millones de dólares en una campaña de Kickstarter y crear las impresoras 3D de estereolitografía y sinterizado selectivo por láser Form 1, Form 1+, Form 2, Form Cell, Form 3, Form 3L y Fuse 1.

## Historia
Formlabs fue fundada por Maxim Lobovsky, Natan Linder y David Cranor, quienes se conocieron como estudiantes en el MIT Media Lab mientras asistían a una clase titulada «Cómo hacer (casi) cualquier cosa». Los fundadores también aprovecharon su experiencia en el programa Fab Lab del Centro para Bits y Átomos del MIT, así como la de Lobovsky en el proyecto Fab@home de la Universidad de Cornell.
Formlabs se fundó oficialmente en septiembre de 2011 para desarrollar la primera impresora 3D estereolitográfica de sobremesa, fácil de usar y asequible. Formlabs recibió financiación inicial de inversores como Mitch Kapor, Joi Ito y Eric Schmidt.
En noviembre de 2012, Formlabs fue demandada por el gigante de la impresión 3D industrial 3D Systems, que reclamaba los derechos sobre la tecnología de estereolitografía que utiliza la impresora Form 1.
En octubre de 2013, Formlabs cerró una ronda de financiación de serie A adicional de 19 millones de dólares liderada por  DFJ Growth, a la que se sumaron Pitango Venture Capital, Innovation Endeavors y otros inversionistas ángeles.
En 2015, Formlabs abrió su segunda oficina en Berlín, Alemania. En agosto de 2015, Michael Sorkin, cofundador de iGo3D, se unió a Formlabs para desempeñar el cargo de director general de su sede europea.
En agosto de 2016, Formlabs recaudó 35 millones de dólares en una financiación de serie B liderada por el Foundry Group.
En abril de 2018, Formlabs recaudó 30 millones de dólares en una financiación de serie C liderada por Tyche Partners, con inversores entre los que se encontraba el grupo municipal Shenzhen Capital Group.  La empresa afirmó que utilizaría la financiación para ampliar su cartera de productos y escalar las operaciones para satisfacer la creciente demanda de los clientes, especialmente de Asia.

## Productos

### Form 1
En octubre de 2012, Formlabs anunció públicamente su primer producto, la impresora 3D Form 1, en una campaña de Kickstarter que recaudó la cifra récord de 2,95 millones de dólares en financiación, lo que convirtió a la Form 1 en uno de los proyectos de micromecenazgo más financiados hasta ese momento. Las impresoras 3D Form 1 empezaron a enviarse a los patrocinadores en mayo de 2013, tras meses de retraso en la producción. La Form 1 utilizaba un proceso de impresión 3D conocido como estereolitografía, en el que la resina líquida se cura, o endurece, en un material sólido mediante la aplicación de luz láser. Aunque anteriormente estaba disponible en máquinas más grandes y caras, la Form 1 ofrecía estereolitografía en un dispositivo de sobremesa más pequeño y asequible.

### Form 1+

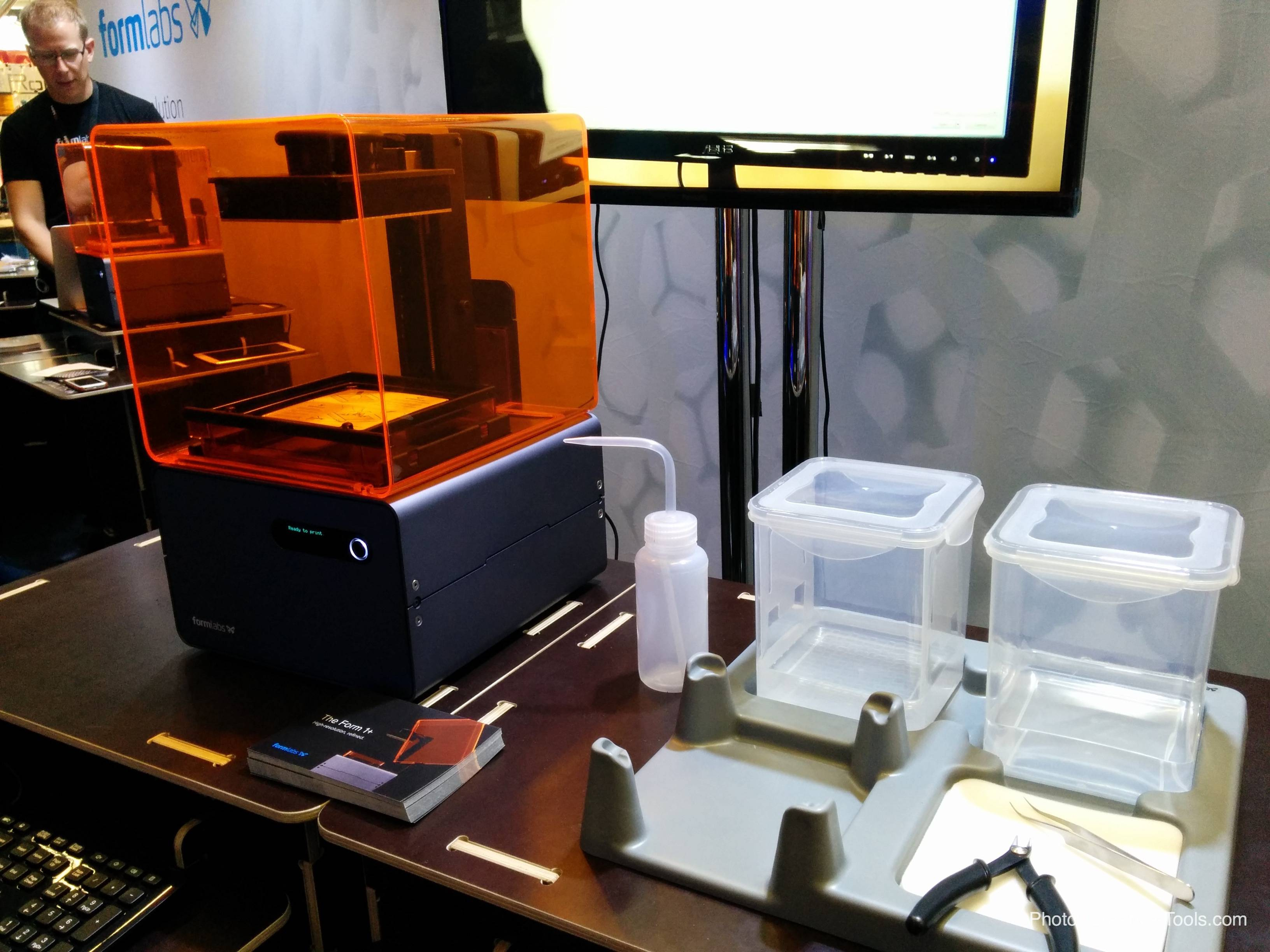
La Form 1+.

El 10 de junio de 2014, Formlabs lanzó la impresora 3D Form 1+, que reemplazó a la Form 1 en su línea de productos. Las mejoras incluyeron velocidad, calidad de impresión y fiabilidad. La Form 1+ dejó de fabricarse oficialmente el 15 de marzo de 2017.

### Form 2
El 22 de septiembre de 2015, Formlabs anunció la impresora Form 2, que incluye un mayor volumen de construcción y un limpiador. También cambia a un sistema de resina de cartucho, en lugar de las botellas que tenían que verterse manualmente en la Form 1 y Form 1+. Las resinas de terceros se pueden utilizar con el modo abierto. La Form 2 fue nombrada «Mejor impresora de resina para 2019» por Tom's Guide en su clasificación anual. La Form 2 está programada para desaparecer oficialmente en 2023.

### Form Wash y Form Cure
El 5 de mayo de 2017, Formlabs anunció los productos Form Wash y Form Cure. Junto con la Form 2, completan el motor SLA. Form Wash es una lavadora que se utiliza para limpiar automáticamente la resina líquida de los modelos 3D impresos. El Form Cure es un sistema de postcurado ultravioleta. Tras la impresión, la plataforma de construcción de la Form 2 puede retirarse e instalarse en la Form Wash, que utiliza un impulsor para agitar las piezas impresas en 3D en alcohol isopropílico. El Form Cure calienta las piezas hasta 80 grados Celsius y utiliza trece LED UV de 405 nanómetros.

### Fuse 1
El 5 de junio de 2017, Formlabs anunció la Fuse 1, una impresora 3D de sinterizado selectivo por láser. Tiene un volumen de fabricación mucho mayor que la línea de impresoras Form, una cámara de fabricación extraíble y utiliza polvo de nailon.

### Form 3, Form 3B, Form 3L y Form 3BL
El 2 de abril de 2019, Formlabs anunció la 4.ª Generación de sus impresoras SLA, compuesta por la Form 3 y la Form 3L, diseñadas para ser utilizadas por artistas, diseñadores y otros profesionales. La Form 3 ofrece un área de impresión mayor que la Form 2, así como estereolitografía de baja fuerza (LFS), una nueva tecnología SLA desarrollada por Formlabs que promete un acabado superficial más suave e impresiones más detalladas. La Form 3L utiliza el mismo motor óptico que la Form 3, incluida la LFS, con un volumen de impresión cinco veces mayor. Entre las mejoras adicionales se incluyen un motor óptico actualizado, componentes modulares para simplificar la reparación y sensores integrados para mejorar el éxito de la impresión y la facilidad de uso. Esto le valió el título de «Mejor impresora de resina de 2019» por The Mediahq.
El 12 de noviembre de 2019, Formlabs lanzó la Form 3B, una variante de la Form 3 especialmente diseñada para la industria dental. A diferencia de la Form 3, la Form 3B es compatible con la gama de materiales dentales especializados de Formlabs. La única excepción son las impresoras Form 3 designadas «Early 2019», que conservan las capacidades de material dental de su lanzamiento inicial.
En 2020, la empresa lanzó la Form 3BL, que adopta la plataforma más grande de la Form 3L, junto con las capacidades de material de la Form 3B.
En 2022, en el CES, la empresa anunció el Form 3+ y el Form 3B+, que son versiones actualizadas del Form 3/3B con estabilidad LPU/Laser mejorada, mejor calentamiento y supervisión de la cámara de construcción, verdaderos soportes de toque ligero y la nueva plataforma de construcción 2, que utiliza una lámina de acero inoxidable flexible sujeta con imanes a una base, para que retirar las piezas de la placa de construcción sea más rápido y fácil que en la plataforma de construcción original que se envió por primera vez con el Form 2.

### Form Cell
El 5 de junio de 2017, Formlabs anunció la Form Cell, una celda de impresoras 3D Form 2, así como una Form Wash y un sistema de pórtico robotizado. Está completamente automatizada y puede utilizarse como «fábrica» digital las 24 horas del día.

### PreForm
Formlabs proporciona un paquete de software gratuito llamado PreForm, diseñado para preparar modelos 3D para su impresión en Form 1, Form 1+, Form 2, Form 3 y Fuse 1. Algunas de las características de PreForm incluyen la orientación automática del modelo y la generación de estructuras de soporte.

### Hisopos nasofaríngeos
Cuando la pandemia de COVID-19 despegó en marzo de 2020, Formlabs, en colaboración con Northwell Health y la Universidad del Sur de Florida, desarrolló un hisopo nasofaríngeo impreso en 3D fabricado con resinas biocompatibles. Tras recibir la exención de clase I de la FDA, Formlabs inició rápidamente la producción; su planta de impresión en Ohio podía producir inicialmente 150 000 bastoncillos al día, y el diseño se liberó para que los hospitales pudieran fabricarlos con sus propias impresoras. Northwell y la Universidad del Sur de Florida pudieron producir inmediatamente 1500 bastoncillos diarios con las impresoras que ya tenían.

## Documental
Formlabs aparece en Print the Legend, un documental que narra las historias de varias empresas líderes del sector de las impresoras 3D de sobremesa. La película se estrenó en SXSW en marzo de 2014 y se estrenó internacionalmente en Netflix el 26 de septiembre de 2014.